# Peter Kubelka
Peter Kubelka (Bécs, 1934. március 23. –) osztrák kísérleti, formalista filmművész, a strukturalista film megteremtője.

## Életrajz
A filmművészet mellett, szakács, amatőr zenész és 2001-es nyugdíjba vonulásáig az osztrák filmmúzeum igazgatója.

## Filmográfia

### Rendezőként
- Dichtung und Wahrheit, (2003)
- Pause!, (1977)
- Unsere Afrikareise (1966)
- Arnulf Rainer, (1960)
- Schwechater, (1958)
- Adebar, (1957)
- Mosaik im Vertrauen, (1955)

## Díjak, kitüntetések
- 1980 - Osztrák Állami Nagydíj,[2]
- 2005 - Osztrák Tudomány és Művészet Érdemkeresztje,[2]
- 2006-tól a FIAF (Féderation International des Archives du Film) tiszteletbeli tagja[2]